# Anthopteropsis
Anthopteropsis  (лат.) — род растений семейства Вересковые.

## Ареал
Растения встречаются в Центральной Америке в Панаме.

## Виды
По данным The Plant List, род включает в себя один вид — Anthopteropsis insignis A.C.Sm.